# Göran i duett
Göran i duett är ett musikalbum med Göran Stenlund, utgivet 1972. Sångerna och musikredigering gjordes av Göran Stenlund, Ruth Stenlund och Svante Widén. Skivomslaget är ett fotografi av Stenlund taget av Bengt Jägerskog. Omslaget formgavs av Eric Ekman. Skivan mixades av Harald Eriksson på AV-Elektronik AB.

## Låtlista
| 1.  | Jag sökte så länge                                                  | Carl David af Wirsén              | Herman Palm       | Kerstin Rundqvist    | 3:28 |
| 2.  | Ej rum                                                              | John W. Peterson, Svante Widén    | John W. Peterson  | Jan Sparring         | 3:12 |
| 3.  | Gud är trofast                                                      | Allan Törnberg                    | Allan Törnberg    | Sven Björk           | 2:49 |
| 4.  | Jag är en främling här                                              | Elijah T. Cassel                  | Flora H. Cassel   | Einar Ekberg         | 3:25 |
| 5.  | Bed                                                                 | Emil Anjou                        | Emil Anjou        | Nils Wågsjö          | 3:08 |
| 6.  | I've discovered the way of gladness (Jag har funnit den goda vägen) | Floyd W. Hawkins, Daniel Hallberg | Floyd W. Hawkins  | Denise Power         | 2:23 |
| 7.  | O Kristus äger din själ                                             | Majken Ekman-Atterlöf             | Göte Strandsjö    | Marita Wennerholm    | 1:14 |
| 8.  | Blott en beröring                                                   | I. L. Reed, Lennart Thanner       | Bentley D. Ackley | Nils Stenlund        | 3:26 |
| 9.  | Ever safe in his love (Som en fågel sig vilar på vingen)            | Einar Wærmö                       | Einar Wærmö       | Einar Wærmö          | 3:35 |
| 10. | Kärleksfullt han vakar över dig                                     | Scott Wiseman, Lennart Thanner    | Scott Wiseman     | Kerstin Rundqvist    | 2:56 |
| 11. | Resting in his love (Jag vilar i Guds hand)                         | Blanche Brock, Paul Ongman        | Virgil Brock      | Carl-Erik Olivebring | 3:21 |

### Fotnoter
1. ↑  Göran i duett på Svensk mediedatabas
2. 1 2  ”Göran Stenlund – Göran I Duett”. Discogs. https://www.discogs.com/G%C3%B6ran-Stenlund-G%C3%B6ran-I-Duett/release/8027058. Läst 19 oktober 2020.